# Major League Soccer
Major League Soccer (MLS) – najwyższa w hierarchii klasa męskich ligowych rozgrywek piłkarskich w Stanach Zjednoczonych i Kanadzie, będąca jednocześnie najwyższym szczeblem centralnym (I poziom ligowy). Od 2025 roku gra w niej 30 klubów z obu wymienionych krajów. W lidze tej nie obowiązuje reguła awansu i spadku. Powstała w 1993 roku tuż przed mistrzostwami świata w 1994 roku. Pierwszy sezon rozegrany został w 1996 roku, a uczestniczyło w nim 10 zespołów. Sezon zazwyczaj trwa od marca do listopada i składa się z dwóch części. W pierwszej każdy klub rozgrywa 34 mecze co w sumie daje 306 spotkań ligowych. Po zakończeniu tej części odbywa się faza play-off. Zwycięzca play-off zostaje mistrzem ligi. Od 2012 roku finał ligi odbywał się przeważnie się w grudniu i taki stan rzeczy utrzymał się do 2018 roku. W 2019 roku finał rozegrano w listopadzie, a od 2020 roku znów odbywa się w grudniu. W 2016 roku po raz pierwszy w historii finału ligi zagrał w niej klub z Kanady, był nim zespół Toronto FC. Po roku został on mistrzem ligi. Z uwagi na MŚ finał w 2022 roku odbył się już 5 listopada.

## Uczestnicy
W lidze, od sezonu 2025, jest 30 zespołów, które były podzielone według kryterium geograficznego, na konferencję zachodnią i wschodnią. W konferencji zachodniej i konferencji wschodniej gra po 15 zespołów . Każdy klub ma do dyspozycji 30 zawodników, jednak do składu meczowego może być zgłoszonych maksymalnie 18 zawodników w sezonie zasadniczym, jak i w fazie play-off.
Przed debiutanckim sezonem do ligi zgłosiło się dziesięć drużyn. W 1998 roku doszło do pierwszej ekspansji w której uczestniczyły dwie drużyny: z Chicago oraz Miami. W 2000 roku zmieniono podział z dwóch konferencji (zachodnia i wschodnia) na trzy dywizje (zachodnią, centralną oraz wschodnią) podział ten przetrwał jednak dwa sezony po czym ponownie przywrócono podział na konferencje. W 2001 roku po raz pierwszy zmniejszyła się liczba uczestników ligi. Stało się to po wycofaniu drużyn Miami Fusion oraz Tampa Bay Mutiny. Od 2005 roku liga przeżywa rozwój. Do sezonu 2012 przystąpiło kolejnych dziewięć zespołów. W 2014 roku po raz drugi zmniejszyła się liczba drużyn, z powodów finansowych z ligi wycofał się Chivas USA (satelicki zespół meksykańskiego Chivas de Guadalajara). . Do 2006 roku w lidze nie grał żaden kanadyjski zespół. W 2015 roku doszło do zmian wśród klubów grających w konferencjach: Dwie drużyny zostały przeniesione do Konferencji Zachodniej ze Wschodniej, były nimi Sporting Kansas City i Houston Dynamo. Ich miejsce w Konferencji Wschodniej zajęły debiutujące wówczas New York City i Orlando City Soccer Club.
W 2017 roku do ligi dołączyły dwie kolejne drużyny. Były nimi Atlanta United i Minnesota United. W 2018 roku w lidze zadebiutował Los Angeles FC, a w 2019 roku FC Cincinnati, którego zawodnikiem był bramkarz Przemysław Tytoń. W 2020 roku liga powiększyła się o kolejne dwie drużyny: Klub Davida Beckhama – Inter Miami CF oraz Nashville SC. W 2021 roku do ligi dołączył Austin FC. W 2022 roku doszła drużyna Charlotte FC, a w 2023 roku St. Louis FC. W 2025 roku jako trzydziesty zespół do ligi dołączył San Diego FC. Na chwilę obecną nie ma informacji o kolejnych ekspansjach w lidze w przyszłości, docelowo liga w przyszłości może powiększyć się do 32 zespołów.
| Drużyna                | Miasto                        | Stadion                    | Przyłączenie          |                       |                       |
| Konferencja Wschodnia  | Konferencja Wschodnia         | Konferencja Wschodnia      | Konferencja Wschodnia | Konferencja Wschodnia | Konferencja Wschodnia |
| ---------------------- | ----------------------------- | -------------------------- | --------------------- | --------------------- | --------------------- |
| Atlanta United FC      | Atlanta, Georgia              | Mercedes-Benz Stadium      | 2017                  |                       |                       |
| Charlotte FC           | Charlotte, Karolina Północna  | Bank of America Stadium    | 2022                  |                       |                       |
| Chicago Fire           | Chicago, Illinois             | Soldier Field              | 1998                  |                       |                       |
| FC Cincinnati          | Cincinnati, Ohio              | TQL Stadium                | 2019                  |                       |                       |
| Columbus Crew          | Columbus, Ohio                | Lower.com Field            | 1996                  |                       |                       |
| D.C. United            | Waszyngton                    | Audi Field                 | 1996                  |                       |                       |
| Inter Miami CF         | Fort Lauderdale, Floryda      | Chase Stadium              | 2020                  |                       |                       |
| CF Montréal            | Montreal, Quebec              | Saputo Stadium             | 2012                  |                       |                       |
| Nashville SC           | Nashville, Tennessee          | Geodis Park                | 2020                  |                       |                       |
| New England Revolution | Foxborough, Massachusetts     | Gillette Stadium           | 1996                  |                       |                       |
| New York City FC       | Nowy Jork, Nowy Jork          | Yankee Stadium             | 2015                  |                       |                       |
| New York Red Bulls     | Harrison, New Jersey          | Sports Illustrated Stadium | 1996                  |                       |                       |
| Orlando City SC        | Orlando, Floryda              | Inter&Co Stadium           | 2015                  |                       |                       |
| Philadelphia Union     | Chester, Pensylwania          | Subaru Park                | 2010                  |                       |                       |
| Toronto FC             | Toronto, Ontario              | BMO Field                  | 2007                  |                       |                       |
| Konferencja Zachodnia  |                               |                            |                       |                       |                       |
| Austin FC              | Austin, Teksas                | Q2 Stadium                 | 2021                  |                       |                       |
| Colorado Rapids        | Commerce City, Kolorado       | Dick’s Sporting Goods Park | 1996                  |                       |                       |
| FC Dallas              | Frisco, Teksas                | Toyota Stadium             | 1996                  |                       |                       |
| Houston Dynamo         | Houston, Teksas               | Shell Energy Stadium       | 2006                  |                       |                       |
| Los Angeles Galaxy     | Carson, Kalifornia            | Dignity Health Sports Park | 1996                  |                       |                       |
| Los Angeles FC         | Los Angeles, Kalifornia       | BMO Stadium                | 2018                  |                       |                       |
| Minnesota United FC    | Saint Paul, Minnesota         | Allianz Field              | 2017                  |                       |                       |
| Portland Timbers       | Portland, Oregon              | Providence Park            | 2011                  |                       |                       |
| Real Salt Lake         | Sandy, Utah                   | America First Field        | 2005                  |                       |                       |
| San Diego FC           | San Diego, Kalifornia         | Snapdragon Stadium         | 2025                  |                       |                       |
| San Jose Earthquakes   | San Jose, Kalifornia          | PayPal Park                | 1996                  |                       |                       |
| Seattle Sounders FC    | Seattle, Washington           | Lumen Field                | 2009                  |                       |                       |
| Sporting Kansas City   | Kansas City, Kansas           | Children’s Mercy Park      | 1996                  |                       |                       |
| St. Louis City SC      | Saint Louis, Missouri         | Energizer Park             | 2023                  |                       |                       |
| Vancouver Whitecaps FC | Vancouver, Kolumbia Brytyjska | BC Place Stadium           | 2011                  |                       |                       |

| Chivas USA       | Carson, Kalifornia       | StubHub Center        | 2005–2014 |
| Miami Fusion     | Fort Lauderdale, Floryda | Lockhart Stadium      | 1998–2001 |
| Tampa Bay Mutiny | Tampa, Floryda           | Raymond James Stadium | 1996–2001 |

## Finałowe mecze
| Sezon | Zwycięzca            | Wynik        | II miejsce             |
| ----- | -------------------- | ------------ | ---------------------- |
| 1996  | D.C. United          | 3:2 (d.)     | Los Angeles Galaxy     |
| 1997  | D.C. United          | 2:1          | Colorado Rapids        |
| 1998  | Chicago Fire         | 2:0          | D.C. United            |
| 1999  | D.C. United          | 2:0          | Los Angeles Galaxy     |
| 2000  | Kansas City Wizards  | 1:0          | Chicago Fire           |
| 2001  | San Jose Earthquakes | 2:1 (d.)     | Los Angeles Galaxy     |
| 2002  | Los Angeles Galaxy   | 1:0 (2d.)    | New England Revolution |
| 2003  | San Jose Earthquakes | 4:2          | Chicago Fire           |
| 2004  | D.C. United          | 3:2          | Kansas City Wizards    |
| 2005  | Los Angeles Galaxy   | 1:0 (d.)     | New England Revolution |
| 2006  | Houston Dynamo       | 1:1 (4:3 k.) | New England Revolution |
| 2007  | Houston Dynamo       | 2:1          | New England Revolution |
| 2008  | Columbus Crew        | 3:1          | New York Red Bulls     |
| 2009  | Real Salt Lake       | 1:1 (5:4 k.) | Los Angeles Galaxy     |
| 2010  | Colorado Rapids      | 2:1          | FC Dallas              |
| 2011  | Los Angeles Galaxy   | 1:0          | Houston Dynamo         |
| 2012  | Los Angeles Galaxy   | 3:1          | Houston Dynamo         |
| 2013  | Sporting Kansas City | 1:1 (7:6 k.) | Real Salt Lake         |
| 2014  | Los Angeles Galaxy   | 2:1 (d.)     | New England Revolution |
| 2015  | Portland Timbers     | 2:1          | Columbus Crew          |
| 2016  | Seattle Sounders     | 0:0 (5:4 k.) | Toronto FC             |
| 2017  | Toronto FC           | 2:0          | Seattle Sounders       |
| 2018  | Atlanta United       | 2:0          | Portland Timbers       |
| 2019  | Seattle Sounders     | 3:1          | Toronto FC             |
| 2020  | Columbus Crew        | 3:0          | Seattle Sounders       |
| 2021  | New York City FC     | 1:1 (4:2 k.) | Portland Timbers       |
| 2022  | Los Angeles FC       | 3:3 (3:0 k.) | Philadelphia Union     |
| 2023  | Columbus Crew        | 2:1          | Los Angeles FC         |
| 2024  | Los Angeles Galaxy   | 2:1          | New York Red Bulls     |

## Klasyfikacja medalowa
| Drużyna                | Mistrz | Występy w finale | Lata triumfów                      |
| ---------------------- | ------ | ---------------- | ---------------------------------- |
| Los Angeles Galaxy     | 6      | 10               | 2002, 2005, 2011, 2012, 2014, 2024 |
| D.C. United            | 4      | 5                | 1996, 1997, 1999, 2004             |
| Columbus Crew          | 3      | 3                | 2008, 2020, 2023                   |
| Houston Dynamo         | 2      | 4                | 2006, 2007                         |
| Seattle Sounders       | 2      | 4                | 2016, 2019                         |
| Sporting Kansas City   | 2      | 3                | 2000, 2013                         |
| San Jose Earthquakes   | 2      | 2                | 2001, 2003                         |
| Chicago Fire           | 1      | 3                | 1998                               |
| Portland Timbers       | 1      | 3                | 2015                               |
| Colorado Rapids        | 1      | 2                | 2010                               |
| Real Salt Lake         | 1      | 2                | 2009                               |
| Toronto FC             | 1      | 2                | 2017                               |
| Atlanta United FC      | 1      | 1                | 2018                               |
| Los Angeles FC         | 1      | 1                | 2022                               |
| New York City FC       | 1      | 0                | 2021                               |
| New England Revolution | 0      | 5                |                                    |
| New York Red Bulls     | 0      | 2                |                                    |
| FC Dallas              | 0      | 1                |                                    |
| Philadelphia Union     | 0      | 1                |                                    |